# Chou à grosses côtes
Variété
Classification phylogénétique
Le chou à grosses côtes ou Chou tronchuda ou Portugal cabbage est une variété de l'espèce Brassica oleracea, dénommée Brassica olearacea L. var.costata, de la famille des Brassicacées. C'est un légume très cultivé au Portugal sous les dénominations de couve tronchuda, couve penca, couve portugueisa ou couve manteiga. Intermédiaire entre le chou vert et le chou de Milan, mais au feuillage très tendre, il est aussi dénommé Chou beurre pour cette raison.

## Description
C'est une plante bisannuelle de type chou pommé. La tige est assez courte. les pétioles sont particulièrement développées formant de côtes blanches charnues, à limbe ondulé sur les bords, généralement creusé en cuillère. Les feuilles se recouvrent plus ou moins pour former une pomme lâche. Le chou à grosses côtes forme à l'arrière saison une sorte de pomme petite et peu serrée. Les feuilles extérieures et la pomme de ce chou sont très tendres. Il résiste très bien au froid et a besoin de subir l'influence des gelées pour acquérir toute sa qualité.

## Culture
La culture est facile en pratiquant le semis puis le repiquage.
Le semis se fait mars-avril sous abri ou entre 18 et 20 °C ou d'avril à juillet directement en pleine terre à une profondeur d'environ 0,5 cm. Le repiquage des jeunes plants en place se fait au stade 4 feuiles, environ 1 mois après le semis à un écartement de 80 cm en tout sens. Bien arroser pendant la période d'installation.

## Histoire et utilisation
Des descriptions de l'utilisation culinaire de ce type de chou existent depuis le XIVe siècle en Italie dans le Liber de coquina. Après cuisson, les feuilles et les côtes sont particulièrement tendres, fondantes et délicieuses. En France des textes décrivent des recettes avec une variété blonde ayant des feuilles extrêmement jaunes au goût plus délicat que la variété à feuillage vert. Ces anciens légumes sont maintenant peu courants en France mais toujours très cultivés au Portugal et en Espagne. Ils sont servis traditionnellement comme délicatesse à Noël au Portugal.

## Articles annexes
- Couve de folhas sur Wikipedia Portugal